# Trimethylboran
Trimethylboran ist eine chemische Verbindung aus der Gruppe der Bororganischen Verbindungen.

## Geschichte
Die Verbindung wurde erstmals im Jahr 1862 vom englischen Chemiker Edward Frankland hergestellt. Detaillierter beschrieben wurde es dann 1921 durch die deutschen Chemiker Alfred Stock und Friedrich Zeidler.

## Gewinnung und Darstellung
Trimethylboran kann durch Reaktion einer Methyl-Grignard-Reagenz mit Bortrifluorid in einer Di-n-butylether-Lösung unter einer Stickstoffatmosphäre gewonnen werden. Es wird gewöhnlich auch in Form seines Ammoniak-Adduktes NH3:B(CH3)3 dargestellt.

## Eigenschaften
Trimethylboran ist ein selbstentzündliches farbloses Gas, das heftig mit Wasser reagiert. Es zersetzt sich bei Erhitzung, wobei an Luft Kohlendioxid, Kohlenmonoxid, Boran und Boroxide entstehen können.
Die Bindungslänge beträgt 157,8 pm (C–B) bzw. 111,4 pm (C–H). Der Bindungswinkel beträgt 120° (CBC) bzw. 112,5° (BCH).

## Verwendung
Trimethylboran wird als Vorläufer für Borcarbid-Hartmetall-Dünnfilme durch chemische Gasphasenabscheidung eingesetzt. Es dient auch als Bor-Quelle bei der Abscheidung von Borphosphorsilikatglas (BPSG).